# OpenKM
OpenKM је слободан/Libre систем за управљање документима који пружа веб интерфејс за управљање неспецифичним датотекама. OpenKM укључује спремиште садржаја, Lucene индексирање и jBPM ток рада. OpenKM систем је развијен коришћењем отворене технологије (Java, Tomcat, Lucene, Hibernate, Spring).
2005. године, два програмера укључена у технологије отвореног кода и стручност са неким комерцијалним решењима за управљање документима (SharePoint, Documentum, Hummingbird, између осталог) попут веб-претраживача Excalibur или Kofax OCR мотора, одлучили су да покрену пројекат отвореног кода заснован на технологијама високог нивоа да изграде систем за управљање документима који су изабрали да назову OpenKM.
На самом почетку пројекта, пројекат је добио помоћ шпанских државних фондова из PROFIT PROJECT-a. Крајем 2006. године објављена је прва верзија OpenKM-а.
У 2011. и 2012. години OpenKM је почео да шири своја тржишта, преводећи апликацију на преко 35 језика, омогућавајући да се cистем управљања документима користи широм света стварањем мреже партнера.
2017. године, да би обезбедио боље односе са купцима у свим регионима, OpenKM је основао подружнице у Француској, Немачкој, Индонезији, Италији, Малезији, региону MENA и САД. Нове филијале су створене како би особље боље могло да одговори потребама локалних купаца и заинтересованих за OpenKM. 2018. године OpenKM Пољска, 2019. године OpenKM Мађарска, OpenKM Србија и OpenKM Кина, а 2021. године OpenKM Русија, укључени су у мрежу зависних предузећа OpenKM-a широм света.
OpenKM је започео лансирање своје нове верзије, 7.0, која представља гигантски корак у технологији, чинећи OpenKM свежим, савременијим и кориснијим. OpenKM очекује да ће завршити излазак нове верзије до краја 2020. Тренутни корисници са услугама подршке имаће могућност надоградње на верзију 7.0.

## Лиценца
OpenKM користи лиценцу ГНУ-ову општу јавну лиценцу (верзија 2).

## Употреба
OpenKM је апликација за управљање документима заснована на Интернету, тако да је за њено коришћење потребан само веб прегледач. OpenKM примењује Web 2.0 оквир корисничког интерфејса заснован на GWT-у (Google Web Toolkit) који подржава Firefox, Internet Explorer, Safari, Chromium и Google Chrome и најновије верзије Opera веб прегледача. Такође су доступни и: кориснички интерфејс прилагођен за мобилне уређаје заснован на JQuery Mobile-у, програмски додаци за Microsoft Office, WebDAV и CIFS протокол за повезивање OpenKM спремишта као мрежног погона и FTP протокола.

## Архитектура
OpenKM је развијен коришћењем Java технологије засноване на Java EE стандардима и JBoss серверу апликација. Због тога се може инсталирати и покренути на различитим платформама (Linux, Windows итд.)
Архитектура OpenKM-a заснива се на следећим технологијама:
- Apache Tomcat се такође може применити на друге попут JBoss Application Server-а
- Java EE (JDK 1.8 или новији)
- GWT (Google веб алати - Ајакс)
- Spring Framework
- RESTFul
- Lucene

Због своје архитектуре, OpenKM може радити на било ком оперативном систему — Unix, Linux, Windows — иако програмери препоручују Linux. Подаци се могу чувати у директоријуму или у било којем RDBMS-y (Oracle, PostgreSQL, MySQL, SQL Server итд.)